# NGC 4458
NGC 4458 est une petite galaxie elliptique relativement rapprochée et située dans la constellation de la Vierge. NGC 4458 a été découverte par l'astronome germano-britannique William Herschel en 1784.

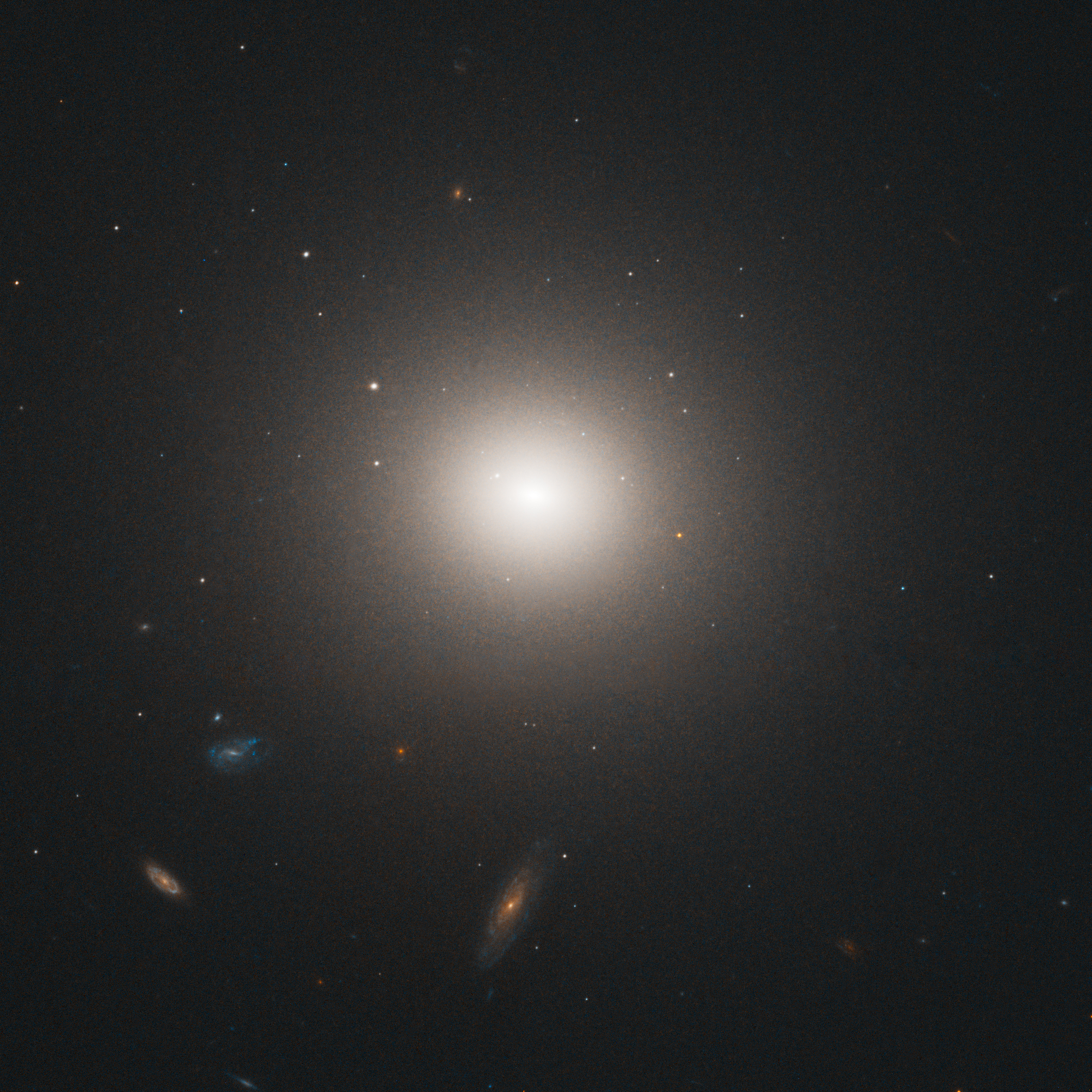
NGC 4458 par le télescope spatial Hubble.

## Caractéristiques

### Distance
Sa vitesse par rapport au fond diffus cosmologique est de 1 005 ± 24 km/s, ce qui correspond à une distance de Hubble de 14,82 ± 1,09 Mpc (∼48,3 millions d'al).
La vitesse radiale de 677 km/s de cette galaxie est trop faible pour qu'on puisse lui appliquer la loi de Hubble-Lemaître pour calculer sa distance. Cependant, une trentaine de mesures non basées sur le décalage vers le rouge (redshift) ont été réalisées et la moyenne de celles-ci donne une distance de 18,447 ± 4,358 Mpc (∼60,2 millions d'al). Cette galaxie, comme plusieurs de l'amas de la Vierge, est relativement rapprochée du Groupe local et on obtient souvent une distance de Hubble très différente en raison de leur mouvement propre dans le groupe où dans l'amas où elles sont situées. La distance de 18.447 Mpc est sans doute plus près de la réalité. Selon ces deux mesures, NGC 4458 se dirige vers le centre de l'amas en direction de la Voie lactée. Notons que c'est avec la valeur moyenne des mesures indépendantes, lorsqu'elles existent, que la base de données NASA/IPAC calcule le diamètre d'une galaxie.

## Paire de galaxies
Selon E.L. Turner, les galaxies NGC 4458 et NGC 4461 forment une paire de galaxies rapprochées. Selon des mesures indépendantes du décalage vers le rouge, la distance de NGC 4461 est égale à 14,800 ± 2,696 pc, ce qui est comparable à la distance de NGC 4358. Il est donc vraisemblable que ces deux galaxies forment une paire réelle. 

## Trou noir supermassif
Selon une étude réalisée en 2017 à l'aide du télescope spatial Hubble et portant sur plusieurs galaxies, NGC 4458 renferme un trou noir supermassif dont la masse se situe entre 124 et 280 millions de masses solaires.

## Amas globulaires
Selon une étude publiée en 2008 et basée sur les observations réalisées avec le télescope spatial Hubble, le nombre d'amas globulaires dans NGC 4458 (VCC 1146 dans l'article) est estimé à (72 ± 12).

## NGC 4458, la Chaîne de Markarian et les galaxies environnantes

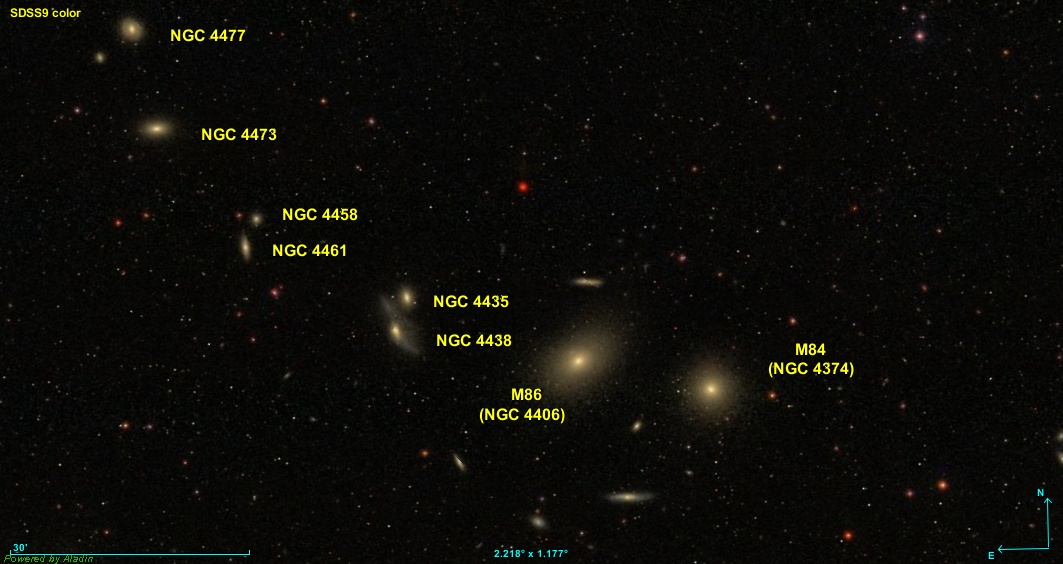
Les huit galaxies de la chaîne de Markarian.
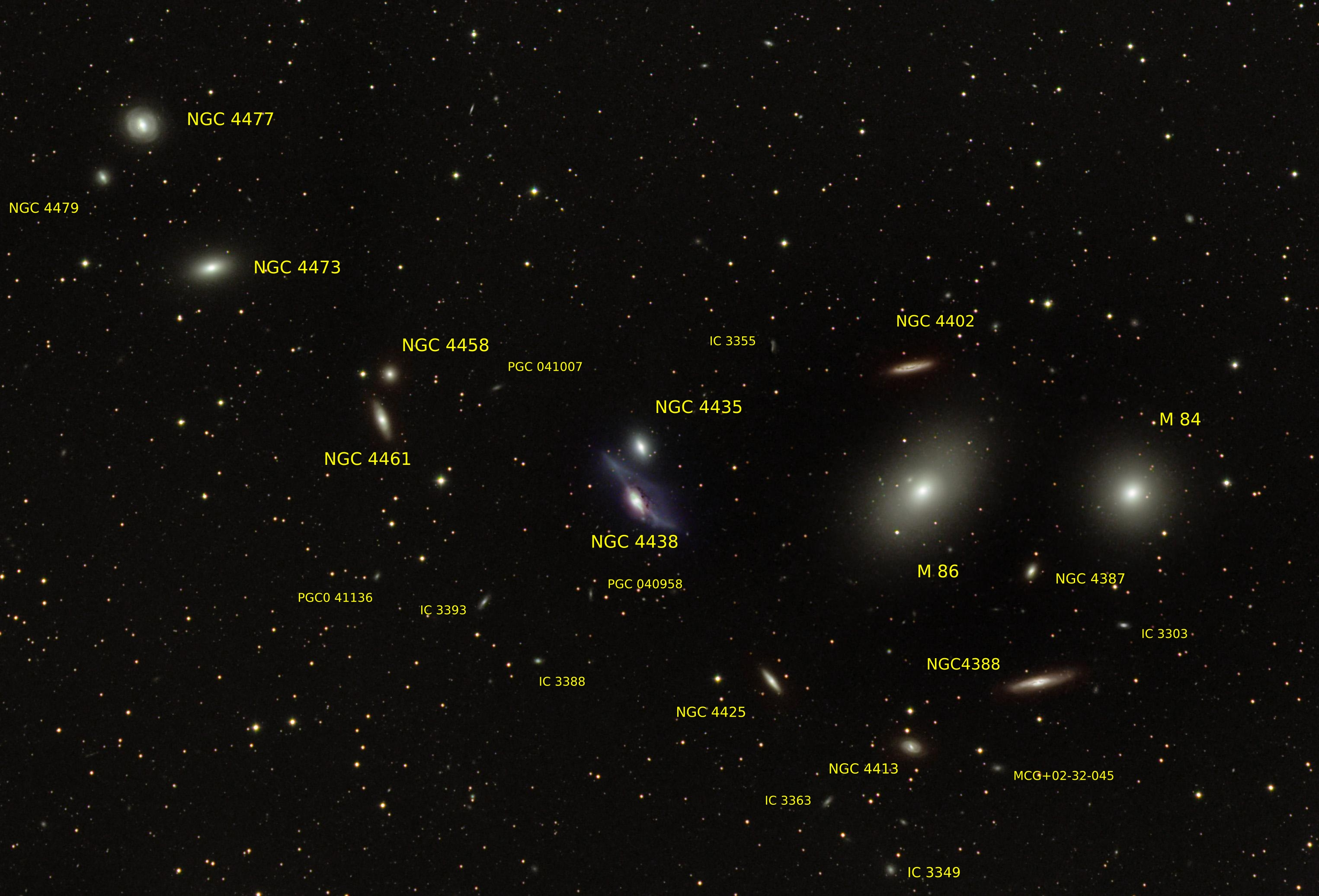
Plusieurs galaxies ne faisant pas partie de la chaîne de Markarian sont situées à proximité. Certaines de ces galaxies font partie de l'amas de la Vierge.

NGC 4458 est l'une des huit galaxies de la chaîne de Markarian découverte par astronome soviétique et arménien Benjamin Markarian. Ces galaxies sont disposées sur un arc de cercle parmi plusieurs galaxies. Markarian a découvert qu'elles étaient animées d'un mouvement commun.

## Groupes de M49, de M60 et l'amas de la Vierge
Selon A.M. Garcia, NGC 4458 est une des nombreuses galaxies du groupe de M49 (127 au total), qu'il a décrit dans un article publié en 1993. On retrouve dans cette liste 63 galaxies du New General Catalogue dont NGC 4382 (M85), NGC 4472 (M49), NGC 4649 (M60) ainsi que 20 galaxies de l'Index Catalogue.
D'autre part, NGC 4458 apparait aussi dans une liste de 227 galaxies d'un article publié par Abraham Mahtessian en 1998. Cette liste comporte plus de 200 galaxies du New General Catalogue et une quinzaine de galaxies de l'Index Catalogue. On retrouve dans cette liste 10 autres galaxies du Catalogue de Messier, soit M49, M58, M60, M61, M85, M87, M88, M91, M99 et M100.
Toutes les galaxies de la liste de Mahtessian ne constituent pas réellement un groupe de galaxies. Ce sont plutôt plusieurs groupes de galaxies qui font tous partie d'un amas galactique, l'amas de la Vierge. Pour éviter la confusion avec l'amas de la Vierge, on peut donner le nom de groupe de M60 à cet ensemble de galaxies, car c'est l'une des plus brillantes de la liste. L'amas de la Vierge est en effet beaucoup plus vaste et compterait environ 1 300 galaxies, et possiblement plus de 2 000, situées au cœur du superamas de la Vierge, dont fait partie le Groupe local,.
De nombreuses galaxies de la liste de Mahtessian se retrouvent dans onze groupes décrits dans un article d'A.M. Garcia, soit le groupe de NGC 4123 (7 galaxies), le groupe de NGC 4261 (13 galaxies), le groupe de NGC 4235 (29 galaxies), le groupe de M88 (13 galaxies, M88 = NGC 4501), le groupe de NGC 4461 (9 galaxies), le groupe de M61 (32 galaxies, M61 = NGC 4303), le groupe de NGC 4442 (13 galaxies), le groupe de M87 (96 galaxies, M87 = NGC 4486), le groupe de M49 (127 galaxies, M49 = NGC 4472), le groupe de NGC 4535 (14 galaxies) et le groupe de NGC 4753 (15 galaxies). Ces onze groupes font partie de l'amas de la Vierge et ils renferment 396 galaxies. Certaines galaxies de la liste de Mahtessian ne figurent cependant dans aucun des groupes de Garcia et vice versa.